# Coco Montoya
Coco Montoya, geboren als Henry Montoya (Santa Monica (Californië), 2 oktober 1951), is een Amerikaanse bluesgitarist.

## Biografie
De gitarist werd geboren in een arbeidersgezin met een grote verzameling platen. Als kind vond hij het leuk om noten op de gitaar te vinden, maar zijn muzikale carrière begon als drummer in een rockband die in lokale clubs optrad. In een van deze clubs werd hij gehoord door Albert Collins, die Montoya in zijn band haalde als drummer. Hij nam hem onder zijn vleugels en leerde hem gitaar spelen. Hij bleef in de band van Collins tot begin jaren 1980 en de twee bleven vrienden na de ontbinding van de band.
Begin jaren 1980 speelde hij opnieuw in kleine clubs, waar John Mayall hem hoorde en inhuurde voor een nieuwe editie van zijn Bluesbreakers. De gitarist is te horen op drie studioalbums en een livealbum van de Bluesbreakers.
Halverwege de jaren 1990 besloot hij uit de Bluesbrekers te stappen en een solocarrière te beginnen, een beslissing die zijn mentor Albert Collins hem ook adviseerde. Hij tekende een platencontract met Blind Pig Records en nam zijn eerste soloalbum op. In 1997 gingen ze uit elkaar en tekende Montoya bij Alligator Records. Tot op heden speelt Coco Montoya jaarlijks ongeveer 200 concerten. Sinds zijn album I Want It All Back uit 2010 staat hij onder contract bij het Duitse label Ruf Records.

## Discografie

### Solo
- 1994: Gotta Mind To Travel
- 1994: Too Much Water (3 nummers maxi cd)
- 1996: Ya Think I'd Know Better (Billboard Top Blues Album #10)
- 1997: Just Let Go
- 2000: Suspicion (Billboard Top Blues Album #10)
- 2002: Can't Look Back (Billboard Top Blues Album #2)
- 2007: Dirty Deal (Billboard Top Blues Album #2)
- 2009: The Essential
- 2010: I Want It All Back
- 2014: Songs From The Road
- 2017: Hard Truth
- 2023: Writing On the Wall

### Albums met zijn medewerking
- 2008: Roots & News for the Blues Lovers
- 2007: Debbie Davies Bluesblast
- 2007: Crucial Rocking Blues
- 2007: John Mayall Live from Austin
- 2006: Walter Trout Full Circle
- 2003: Got Blues Todays Bluessuperstars
- 2001: Debbie Davis Love the Game

### MetJohn Mayall& The Bluesbreakers
- 1985: Behind The Iron Curtain
- 1987: Chicago Line
- 1988: The Power Of The Blues
- 1990: A Sense Of Place
- 1992: Cross Country Blues
- 1993: Wake Up Call

- Bibliothèque nationale de France: cb14208239k (data)
- Gemeinsame Normdatei: 135503345
- International Standard Name Identifier: 0000 0000 7840 695X
- Library of Congress Control Number: no2002022054
- MusicBrainz: 3a517503-eb9a-4d08-8235-43e6482db116
- Nationale Bibliotheek van Tsjechië: xx0065869
- Virtual International Authority File: 357149294372780522266